# St. Bernardus (cervesa)

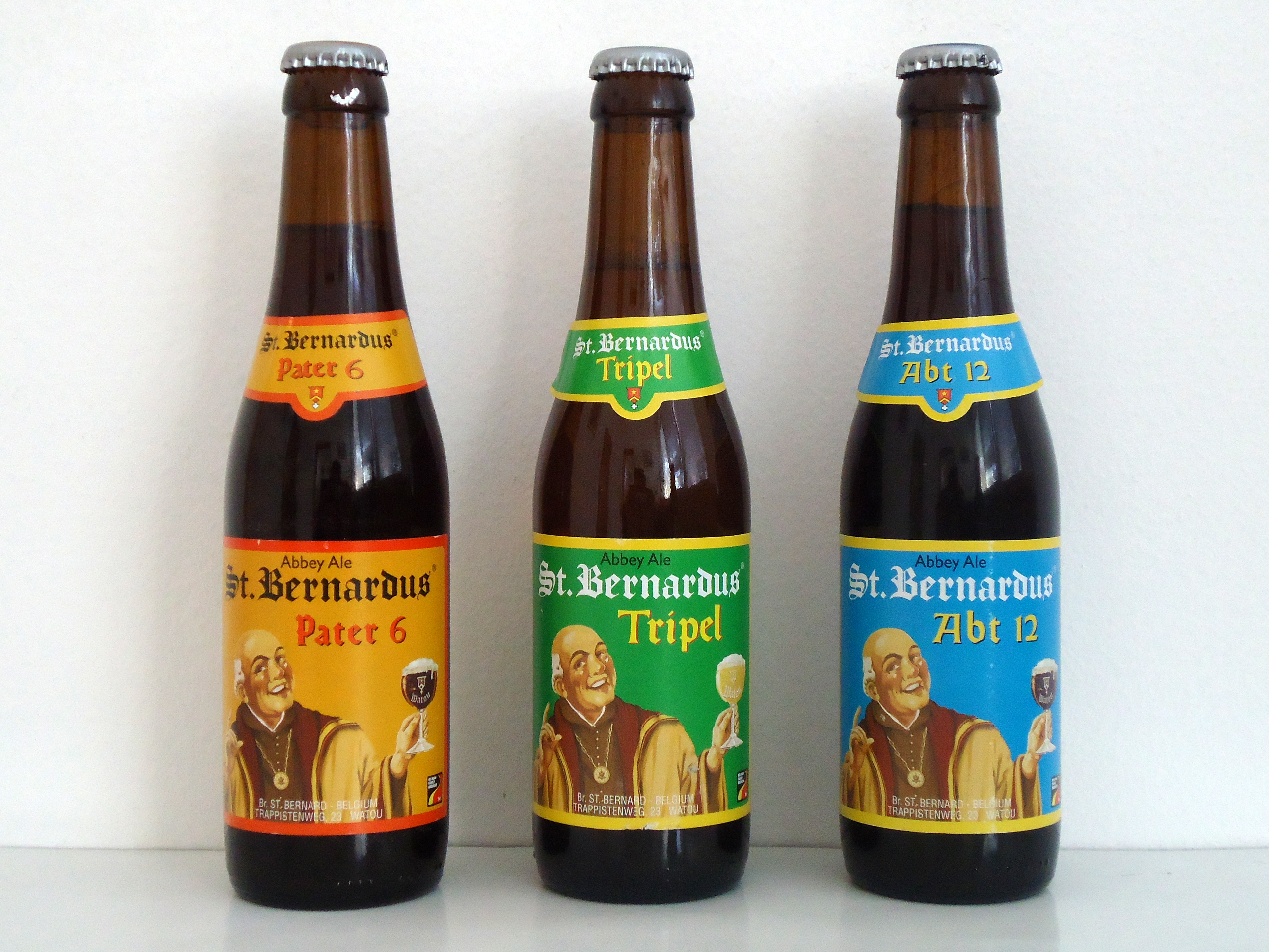
St. Bernardus Pater 6, Tripel i Abt 12.

Sant Bernardus és una fàbrica de cervesa a Watou, Bèlgica.

## Història
Al segle xix l'anticlericalisme a França va obligar a l'Abadia de Mont des Cats a traslladar-se al llogaret de Watou a Flandes Occidental, Bèlgica. S'estableixen amb el nom de Refugi de La nostra Senyora de Sant Bernard i originalment produïen formatge per finançar les activitats de l'abadia. L'any 1934, es va decidir tancar la seu belga i tornar les activitats monàstiques a França amb Evarist Deconinck encarregant-se de la fàbrica de formatge.
L'any 1945, l'abadia de Sant Sixt va decidir suspendre la venda de la seva cervesa i es va arribar a un acord pel qual els monjos només elaborarien cervesa per a consum propi però podien vendre-ho al públic a les portes del monestir i a un parell de tavernes lligades al monestir. Li van concedir la llicència de fer cerveses a la formatgeria, i es funda Sint Bernardus Brouwerij (la cerveseria de Sant Bernard). El mestre cerveser de Westvleteren, Mathieu Szafranski (d'origen polonès) es va convertir en soci de la fàbrica de cervesa i va portar amb si les receptes, la seva experiència i el cep de llevat que usaven a Sant Sixt. L'any 1962 es va signar un nou acord pel qual Deconinck s'encarregava de la fabricació, distribució i venda de les cerveses. L'any 1992, l'acord es trenca a causa que els monestirs trapencs decideixen que l'autèntica cervesa trapenca només podia ser elaborada dins dels murs d'un monestir. Des de 1992, la cervesa elaborada a Watou s'ha venut sota la marca St. Bernardus.
La gamma de cerveses St Bernardus és el més proper a les cerveses Westvleteren produïdes a l'abadia de Sant Sixt, que són més difícils d'aconseguir. De fet, el llevat original de Sant Sixt és el que usa St. Bernardus. Sant Sixt usa un cep de llevat nou des de la dècada de 1990 procedent de Westmalle.

## Cerveses

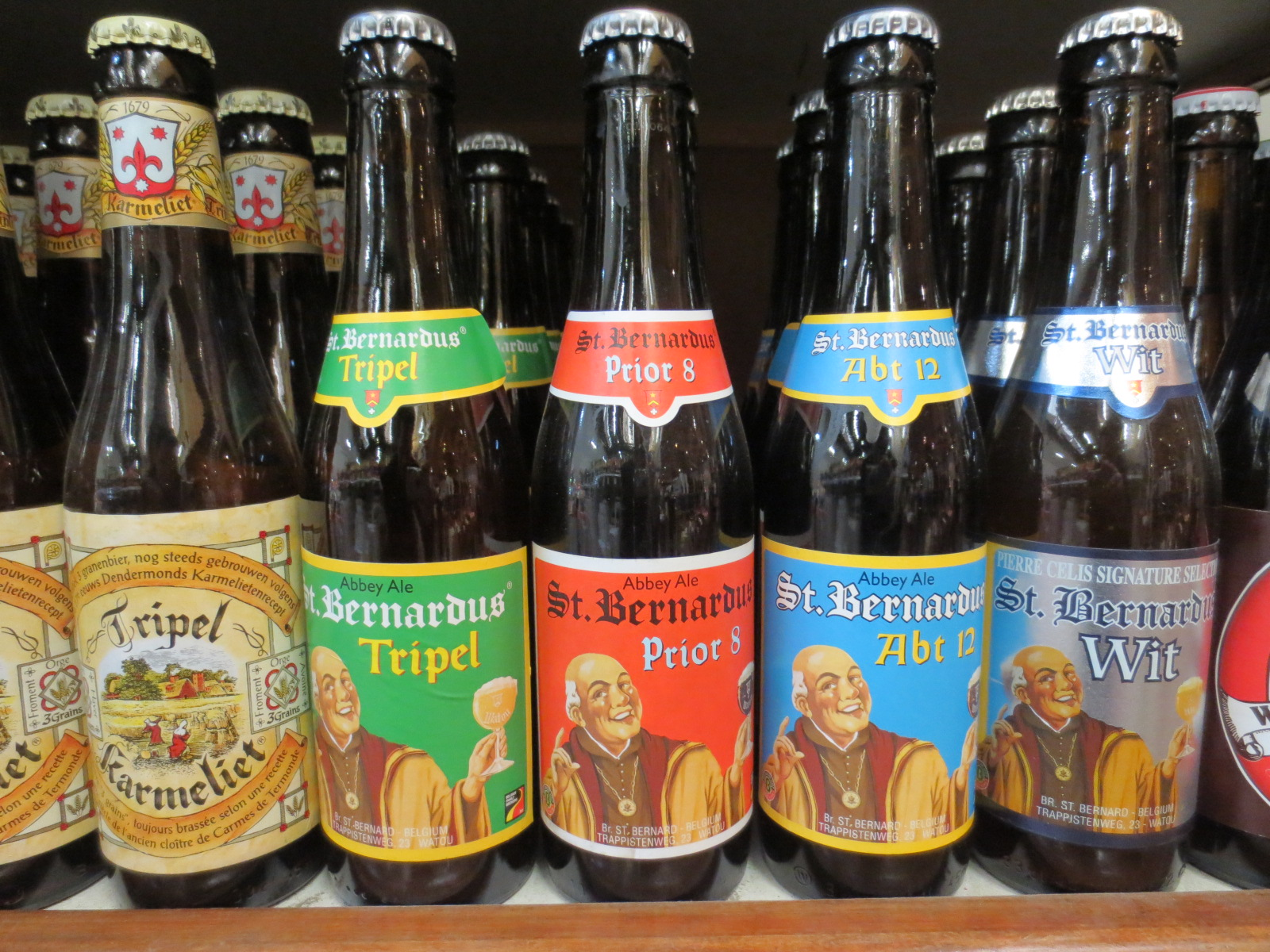
Cervesa St. Bernardus

Set de les cerveses que es venen sota la denominació de Sant Bernardus:
- St. Bernardus Tripel (8 % vol. alc.)
- St. Bernardus Extra 4 (4.8 % vol. alc.)
- St. Bernardus Pater 6 (6.7 % vol. alc.)
- St. Bernardus Prior 8 (8 % vol. alc.)
- St. Bernardus Abt 12 (10.0 % vol. alc.)
- St. Bernardus Witbier (5.5 % vol. alc) aquesta cervesa va ser creada en col·laboració amb el famós fabricador de cervesa Pierre Celis.[5]
- Watou Tripel - Belgian Tripel (un 7,5 % ABV)
- St. Bernardus Christmas Ale (10 % ABV); només disponible durant l'hivern[6]

Prèviament venut sota la marca St Bernardus:
- Grottenbier - estil Belgian Dark Ale (6,5 % vol. alc.). El seu nom significa "cervesa de cova", perquè la cervesa madura en una cova durant dos mesos. En venda des de l'any 2001 fins al 2014, ara es ven sota el nom de "Grotten Santé" per la Cerveseria Kazematten.[7]

## Copa

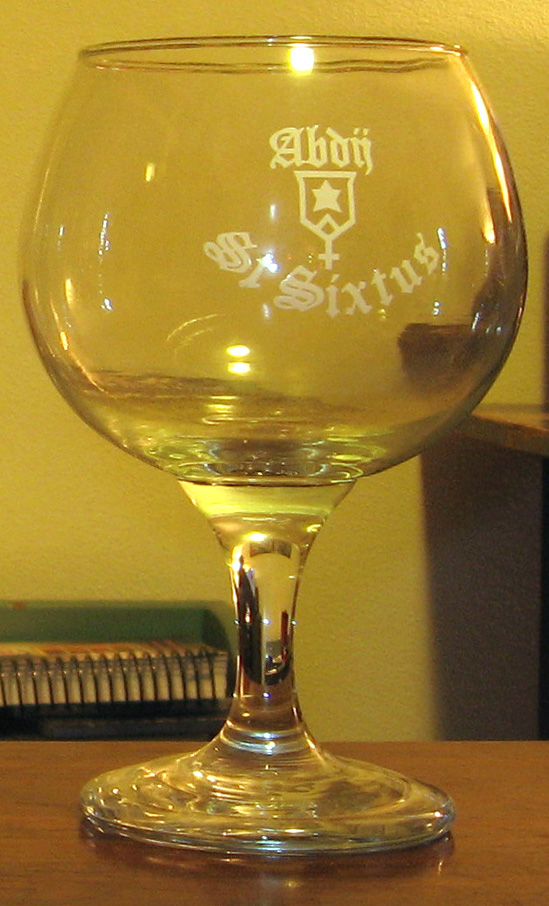
Antic got amb el nom St. Sixtus
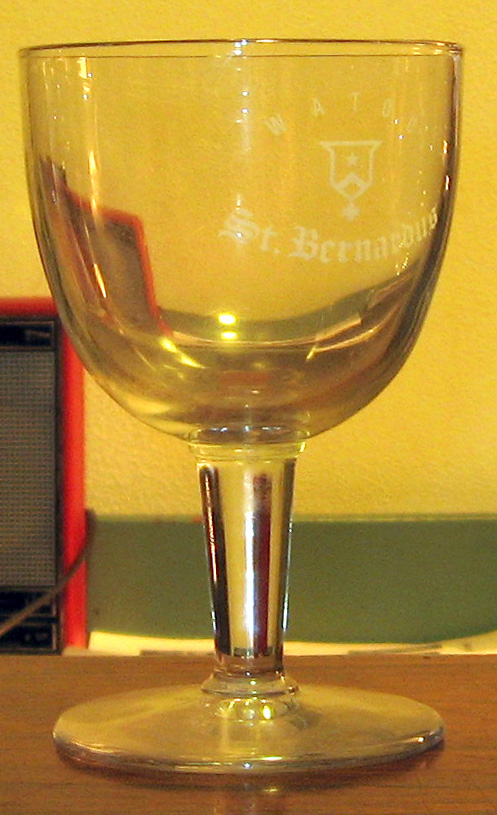
Got actual